# 킴보스폰딜루스

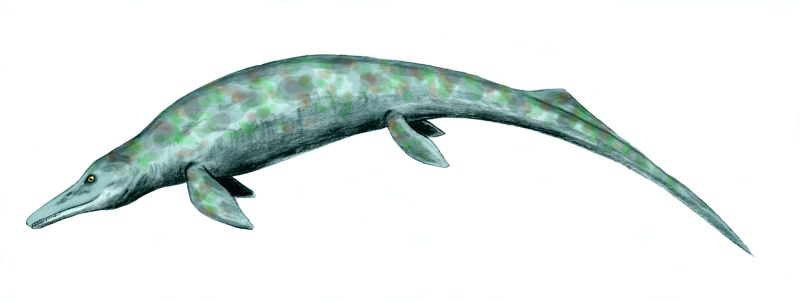
킴보스폰딜루스의 복원도

킴보스폰딜루스(영어: cymbospondylus)는 트라이아기스 중기와 후기에 살았던 거대한 육식어룡이다. 킴보스폰딜루스는 당시 살았던 바다에서 최상위 포식자였는데, 그 크기가 매우 거대했다고 한다. 일반적인 킴보스폰딜루스는 몸길이는 8~10m지만, 2021년의 발견된 개체의 크기는 길이가 14m에 무게가 9t 정도로, 현생 범고래와 매우 크기가 비슷했다. 킴보스폰딜루스는 꼬리를 한 번 휘두르는 것만으로 전속력을 낼 수 있다고 한다.
킴보스폰딜루스라는 종의 이름은 1868년 미국의 고생물학자 조지프 레이디가 붙였다. 화석은 독일과 네바다주에서 발견됐으며, 1900년대 초가 되어서야 완전한 골격 전체가 발견되었다.

## 개요
어룡목 이크티오사우루스과에 속하는 어룡이다. 지금은 멸종된 트라이아스기 중후기(2억4000만~2억1000만년 전)에 살았던 기초 초기의 어룡이다. 이전에 그 속은 샤스타사우리드로 분류되었지만 더 최근의 연구는 그것이 더 기초적인 것으로 발견한다.

## 특징
킴포스폰딜러스는 가장 큰 익룡 중 하나로 화석의 길이가 6~10m(20~33피트)에 이른다. 또한 등지느러미가 결여된 어룡 중에서 가장 어룡다운 어룡 중의 하나였다. 그러나 그것은 다른 익룡들처럼 긴 주둥이를 가지고 있었다. 성체인 킴보스폰딜러스는 아마도 깊은 바닷물에서 사냥하는데 많은 시간을 보냈을 것이다. 아마도 번식하거나 계절에 이용 가능한 먹이를 잡기 위해 얕은 물 속으로만 모험을 했을 것이다. 다른 익룡들과 마찬가지로 킴보스폰딜러스는 알을 낳을 방법이 없었기 때문에 아마도 살아있는 새끼를 낳았을 것이다. 성체 크기에 도달했을 때 아마도 그들을 해칠 수 있는 포식자는 거의 없었을 것이다. 킴보스폰딜러스의 뱀장어 같은 꼬리가 전체 몸길이의 거의 절반을 차지했고, 꼬리가 일차적인 수영 메커니즘으로 사용됐을 가능성도 있다. 오늘날의 바다뱀처럼 킴보스폰딜러스는 아마도 몸을 좌우로 꿈틀꿈틀하면서 헤엄을 쳤을 것이다. 킴보스폰딜러스의 패들 같은 팔다리는 주로 수중 안정제였을 것이고, 어룡의 수영 속도를 늦추기 위해서였을 것이다. 2021년에는 길이 2m, 몸길이가 17m로 추정되는 C. 영오름이라는 새로운 종이 발견되었다. 그러한 발견은 그 종이 더 큰 크기로 진화한 속도의 추정치를 수정했다. 양턱에는 톱니의 모양을 가진 날카로운 이빨들을 가지고 있으며 이것을 통하여 먹이를 사냥했을 것으로 추정이 된다. 먹이로는 당대에 서식했던 물고기, 갑각류, 무척추동물을 주로 잡아먹고 살았을 육식성의 포식자로 추정되는 종이다.

## 생존시기와 서식지와 화석의 발견
심포스폰딜러스가 생존했던 시기는 중생대의 트라이아스기 중후기로 지금으로부터 2억 4천만년전~2억 1천만년전에 생존했던 어룡이다. 생존했던 시기에는 북아메리카와 유럽을 중심으로 하는 대서양에 주로 서식했던 어룡이다. 화석은 게르만 분지 남부 알프스와 네바다주에서 발견되었으며, 최초의 종은 1868년 조셉 레이디가 이름을 지었다. 1900년대 초가 되어서야 최초의 완전한 골격이 발견되었다. 심보스폰딜러스의 아종이 되는 종류는 C. 피스코스인데 이 종의 타당성은 논쟁의 여지가 있다. 이 속에는 유효하다고 인정되는 다른 5종이 있다.: C. petrinus, C. buchseri, C. nicolsi, C. duelferi, C. youngorum들이 심포스폰딜러스의 아종이다. 이외에 추가적인 종들도 이름이 붙여졌지만 그들은 다른 종들과 동음이의어가 붙거나 구별할 수 없고 따라서 의심스럽다고 여겨지거나 다른 어룡 집단으로 옮겨졌다.

## 같이 보기
- 파충류
- 중생대
- 트라이아스기
- 화석